# Черна легенда
Черната легенда (на испански: La leyenda negra) е историко-психологически комплекс от негативни заключения, стереотипи, поверия, битуващи мнения в масовото съзнание втълпени целенасочено като възгледи от средствата за масова информация върху населението по отношение интерпретация на исторически събития или към определена политика, идеология, религия, култура, народ, личност и т.н.
Историята на термина датира от края на 16 век и по-специално от времето на Непобедимата армада. Възниква като английски шекспиров отговор към Испанската империя с нейните претенции и е плод на английската еманципация. По това време английската и нидерландска пропаганда (около Нидерландската революция) се стремят всячески да дискредитират Испания пред света и да подкопаят доверието в нейната империя поради нововъзникнали колониални апетити и стремежи на новите морски колониални сили.